# Megaselia ferruginosa
Megaselia ferruginosa är en tvåvingeart som först beskrevs av Charles Thomas Brues 1912.  Megaselia ferruginosa ingår i släktet Megaselia och familjen puckelflugor. Inga underarter finns listade i Catalogue of Life.